# ラドー
ラドー（RADO ）は、1917年にスイスのベルン・レングナウ（Lengnau）で創業した老舗の高級腕時計ブランド。

## 概要
1917年にシュルップ家の3兄弟フリッツ、エルンスト、ヴェルナーが、レングナウで時計のムーブメントの製造会社である「シュルップ・アンド・カンパニー（Schlup & Co., ）」を設立。1957年に後に社名となる"Rado（ラドー）"を冠した腕時計「ゴールデンホース」を発表し、腕時計を製造するブランドとなった。
1983年にはニコラス・G・ハイエックが指揮を取ったスイスの時計製造業の再編に際して、SMHグループ（現スウォッチ・グループ）の傘下となる。現在、ラドーの時計は、世界126か所、約100店のブティック、約4700の販売店を通して販売されている。2020年7月より、エイドリアン・ボシャール（Adrian Bosshard）がCEOを務める。
60年代にケースに傷のつかない超硬材料（タングステン合金）を使用したモデル「ダイヤスター」を発表し、超硬タイプ腕時計の先鞭をつけたブランドである。その後もハイテクセラミックをはじめとした、ハイテクマテリアルを時計に使用するために、常に新しい技術を研究を行い、地位を確立し現在に至る。
ラドーはテニスの国際大会のスポンサリングをはじめ、世界各地の12のトーナメントの公式タイムキーパーを務めている。2015年より、将来有望な若手テニス選手をサポートするプログラム「ラドー ヤングスターズ」を展開し、次世代のスターになるポテンシャルをもつ、才能に溢れた意欲的なプレーヤーをサポートしている。
世界中の様々な分野のクリエイターたちとコラボレーションした時計を発表している。日本からは、デザイナースタジオのYOY、フードアーティストの諏訪綾子、ファッションデザイナーの森永邦彦、スペインの磁器デザイナーのインマ・ベルムデス、イタリアのデザインユニットのフォルマファンタズマなど。

## 沿革
- 1917年 - フリッツ・シュラップ（Fritz Schlup ）、エルンスト・シュラップ（Ernst Schlup ）、ヴェルナー・シュラップ（Werner Schlup ）のシュラップ兄弟がムーブメントメーカー「シュラップ・アンド・カンパニー（Schlup & Co., ）」を創業。

- 1957年 - ラドーの看板の一つとなる「ゴールデンホース」を発売。本来、防水機能を表したタツノオトシゴの意匠をシンボルに採用。

- 1962年 - 傷がつきにくい超硬金属ケース採用の腕時計「DIASTAR 1（ダイヤスター 1）」を発表。さらにプラスチック風防が一般的だった当時においては珍しいサファイアガラスを採用。素材にこだわり耐傷性や堅牢性を追求するメーカーとしての礎となる。
- 1983年 - SMHグループ（現スウォッチ・グループ）の一員となる。
- 1986年 - セラミックケース採用の腕時計「インテグラル」を発売。ダイヤマスター

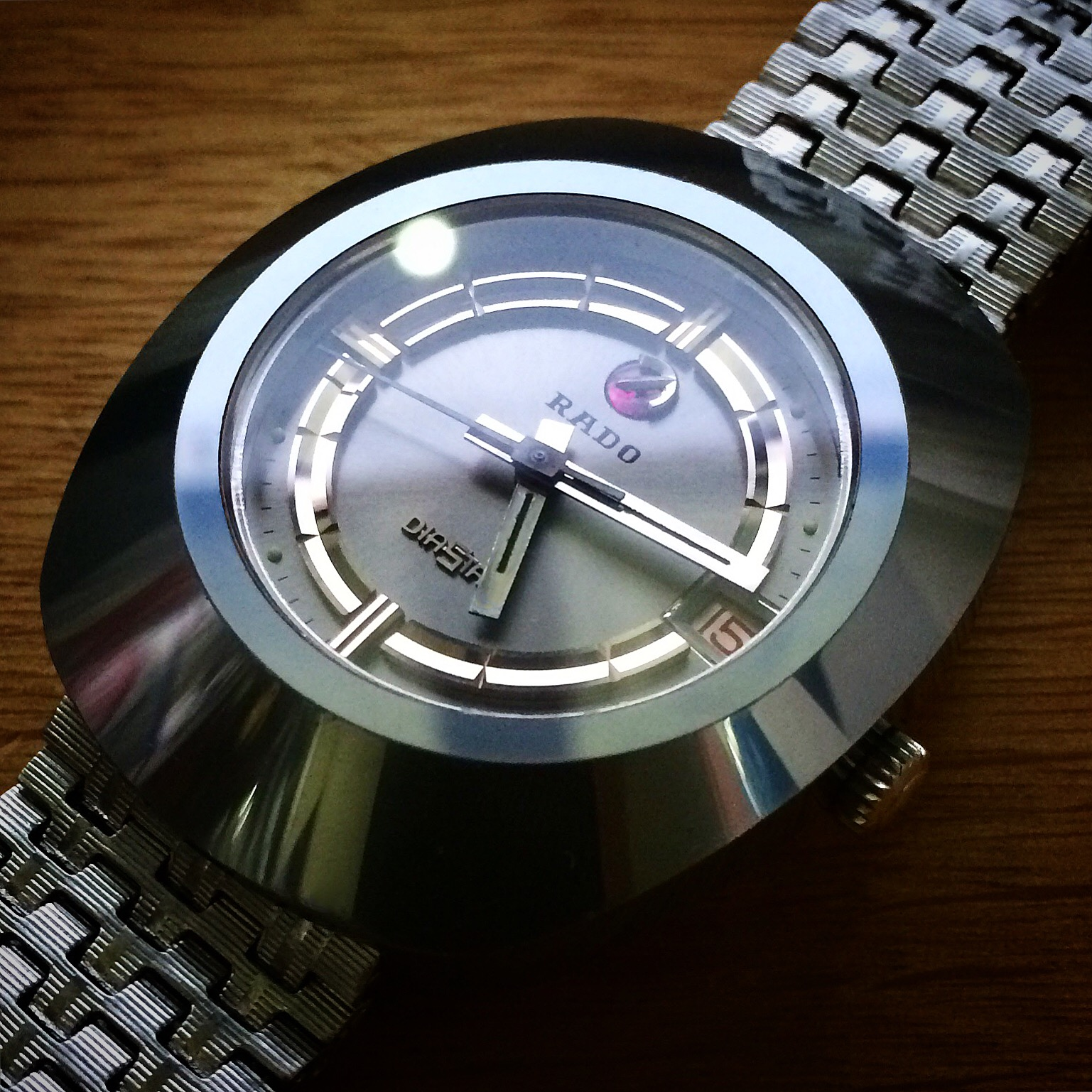
ダイヤマスター

- 1990年 - セラミックのケースとブレスが完全一体型となる斬新なデザインの腕時計「セラミカ」を発売。グッドデザイン賞を受賞。
- 2002年 - ダイヤモンドコーティングケースを採用したラドーで最も硬い時計「V10K（ヴィ・テン・ケー）」発売。
- 2009年 - ジャスパー・モリソンによるデザイン「R5.5」を発売
- 2011年 - 炭化チタン系複合物であるCeramosを初めて採用した「D-STAR」を発売。
- 2011年 - ケース厚わずか5mmのラドー最薄腕時計「True Thinline（トゥルー シンライン）」を発売。モノブロック構造のケースを初採用。
- 2012年 - スポーティーなデザイン「HyperChrome（ハイパークローム）」を発売。
- 2013年 - ラドー初の5リンク・ブレスレットを備えたハイテクセラミックウォッチ「Diamaster（ダイヤマスター）」を発売。
- 2019年 - 色付きハイテクセラミックを作成する技術を完成させ、ブルーとグリーンの「True Thinline（トゥルー シンライン）」を発売。
- 2021年 - フルハイテクセラミックの「Captain Cook High-Tech Creamic（キャプテン クック ハイテクセラミック）」を発売。
- 2022年ーISO6425に準拠した「Captain Cook High-Tech Ceramic Diver（キャプテン クック ハイテクセラミック ダイバー）」を発売。

## 日本での販売
日本では、かつて酒田時計貿易が販売代理店契約を結んで発売していた。1983年にスウォッチ・グループの傘下となり現在、日本での販売は、スウォッチ グループ ジャパン株式会社が扱う。